# Mordella unisignata unisignata
Mordella unisignata unisignata es una subespecie de coleóptero de la familia Mordellidae.

## Distribución geográfica
Habita en Madagascar.